# Milt Sonsky
Milt Sonsky (eigentlich Milton Barry Sonsky; * 9. September 1941 in Brooklyn) ist ein ehemaliger US-amerikanischer Speerwerfer.
1969 siegte er bei den Pacific Conference Games, und 1972 wurde er Zehnter bei den Olympischen Spielen in München.
Seine persönliche Bestleistung von 81,69 m stellte er am 10. Juni 1972 in New York City auf.